# マドリード＝クアトロ・ビエントス空港
マドリード＝クアトロ・ビエントス空港（マドリード＝クアトロ・ビエントスくうこう、スペイン語: Aeropuerto de Madrid-Cuatro Vientos）は、スペインマドリード州クアトロ・ビエントスに所在する軍用飛行場兼民間空港。マドリード中心部から8km離れた場所にあり、1911年に建設されたスペイン最古の空港の一つ。

## 概要
当初は軍用飛行場として運用されていたが、1970年に軍民共用空港として開放される。それ以降、民間部門ではジェネアビおよび軽エグゼクティブ用途でほぼ独占的に使用している。現在、クアトロ・ビエントス空港は複数の機関の航空基地となっている。民間航空のうち一部の飛行学校、飛行クラブ、飛行船クラブおよび博物館が置かれている。またスペイン国家警察（es:Cuerpo Nacional de Policía (España)）と交通総局 (スペイン)（es:Dirección General de Tráfico）の監視ヘリコプターや中央政府ならびにマドリード市行政の航空拠点となっている。
1世紀をかけてマドリード市の成長は空港に到達している。飛行安全については近隣住民に約束している。空港周辺には南西高速道路（5号線）や環状高速道路M40号線が通り、敷地南部にはマドリード地下鉄の地上操車場がある。また敷地北方にはマドリード地下鉄10号線のクアトロ・ビエントス駅があり、その周りに住宅地および工業用地がある。さらにその北域にはスペイン陸軍の演習場があり、クアトロ・ビエントスに所在する兵営には陸軍の軽戦力集団司令部が置かれている。
空港の存続については騒音問題および事故を通じて周辺住民と係争となっている。運営主体であるAena、マドリード市議会、空港労働者、周辺住民はそれぞれ長期にわたり議論が続いている。責任の所在を明らかにし、何らかの保証を必要としていた。現実には空港の使用をやめる訳にはいかず、代替案として空港機能の段階的移転が持ち上がっている。